# Glumslövs församling
Glumslövs församling var en församling i Lunds stift och i Landskrona kommun. Församlingen uppgick 2010 i Kvistofta församling.

## Administrativ historik
Församlingen har medeltida ursprung. 
Församlingen utgjorde före 1600 och mellan 1899 och 1 maj 1927 ett eget pastorat för att däremellan och till 2010 vara annexförsamling i pastoratet Kvistofta och Glumslöv som från 1962 även omfattade Bårslövs och Fjärestads församlingar. Församlingen uppgick 2010 i Kvistofta församling.

## Kyrkor
- Glumslövs kyrka